# Da’Norris Searcy
Da’Norris Searcy (* 16. November 1988 in Decatur, Georgia) ist ein ehemaliger US-amerikanischer American-Football-Spieler in der National Football League (NFL). Er spielte für die Buffalo Bills, Tennessee Titans und den Carolina Panthers als Safety.

## College
Searcy, der Angebote verschiedener Universitäten hatte, entschied sich für die University of North Carolina at Chapel Hill und spielte für deren Team, die Tar Heels, College Football. Er begann in den Special Teams und wurde später auch als Safety eingesetzt. Er konnte insgesamt 72 Tackles setzen und als Kick- bzw. Punt Returner 942 Yards erlaufen.

## NFL

### Buffalo Bills
Searcy wurde beim NFL Draft 2011 von den Buffalo Bills in der 4. Runde als insgesamt 100. ausgewählt und erhielt einen Vierjahresvertrag. Bereits in seiner Rookie-Saison konnte er sich etablieren und kam in allen Spielen zum Einsatz, dreimal davon als Starter. 2013 gelang ihm im Spiel gegen die New York Jets sein bislang einziger Touchdown.

### Tennessee Titans
Im März 2015 unterschrieb er bei den Tennessee Titans einen Vierjahresvertrag in der Höhe von 24 Millionen US-Dollar. Seither verstärkt er als Starting Strong Safety die Secondary der Titans.

### Carolina Panthers
Im März 2018 unterschrieb er bei den Carolina Panthers einen Zweijahresvertrag. Er bestritt für das neue Team nur zwei Partien, bis er nach einer Gehirnerschütterung auf die Injured Reserve List gesetzt wurde. Anfang Mai 2019 wurde Searcy entlassen.